# 3768 Monroe
A 3768 Monroe (ideiglenes jelöléssel 1937 RB) a Naprendszer kisbolygóövében található aszteroida. Cyril V. Jackson fedezte fel 1937. szeptember 5-én.